# کریستینا رانگلووا
کریستینا رانگلووا (به بلغاری: Kristina Rangelova) ژیمناست زادهٔ ۲۴ ژانویهٔ ۱۹۸۵ میلادی اهل کشور بلغارستان است.